# Herbert Sobel
Herbert M. Sobel (26 de janeiro de 1912 - 30 de setembro de 1987) foi capitão do Exército dos Estados Unidos durante a Segunda Guerra Mundial. Ele foi o primeiro comandante executivo da Easy Company, 506º Regimento de Infantaria Pára-quedista da 101ª Divisão Aerotransportada. Esta Companhia tornou-se mundialmente conhecida no livro Band of Brothers escrito pelo historiador de guerras norte-americano Stephen Ambrose, e na minissérie de mesmo nome produzida pela HBO, onde ele foi interpretado pelo ator David Schwimmer.

## Carreira
Nasceu em Chicago, Illinois, filho de uma família judia, foi vendedor de roupas, posteriormente freqüentou a Escola Militar na Academia Militar Culver em Indiana. Se formaria mais tarde na Universidade de Illinois. Logo após o início da Segunda Guerra Mundial ofereceu-se como pára-quedista sendo aceito e promovido a Segundo Tenente.
Promovido a primeiro-tenente, comandou a Companhia Easy em sua formação na base de Camp Toccoa, na Geórgia, a ele foi creditado como sendo a melhor Companhia do 506 Regimento de Infantaria Pára-quedista. Logo, seria promovido ao posto de capitão, em reconhecimento à sua capacidade como treinador.
Sobel não era um indivíduo particularmente atlético. Paradoxalmente, como comandante da unidade, seria o responsável pelo treinamento e condicionamento físico dos homens para a batalha. Era um disciplinador rigoroso, distribuindo castigos cruéis por infrações aparentemente inofensivas. Durante o treinamento na Inglaterra, ele ameaçou o tenente Richard Winters de corte marcial, por uma suposta falta de inspecionar latrinas na hora marcada. Pouco antes da companhia embarcar para a França, Sobel foi destituído do comando, vindo a tornar-se comandante-instrutor de uma escola de pára-quedismo (Chilton Foliat). Apesar da impopularidade de Sobel, o sucesso de muitos créditos da Easy Company em batalha deveu-se aos padrões rigorosos que ele estabeleceu para seus homens.
O comando da Easy seria assumido pelo Primeiro-Tenente Thomas Meehan, sendo mais tarde substituído por Richard Winters, o qual ficaria com a unidade até o final da guerra.
Pouco antes da Easy Company participar da Operação Market Garden, Sobel foi designado para o 506º novamente, desta vez substituindo Salve Matheson como Regimental S-4 (oficial de logística).

## Pós-Guerra
Sobel retornou aos Estados Unidos após a guerra,e trabalhou como contador antes de ser chamado para o serviço ativo durante a Guerra da Coreia. Permaneceu na Guarda Nacional do Exército, aposentando-se no posto de Tenente-Coronel. Mais tarde, foi casado e teve dois filhos.
No final dos anos 1960, Sobel deu um tiro na cabeça com uma pistola de pequeno calibre em uma tentativa de suicídio. A bala entrou em sua têmpora esquerda, passou por trás de seus olhos e saiu do outro lado da cabeça. Este cortou-lhe os nervos óticos e deixou-o cego. Mais tarde ele foi transferido para uma unidade de vida assistida da VA (Veteran Association) em Waukegan, Illinois.
Sobel residiu lá em seus últimos dezessete anos até sua morte, devido à desnutrição em 30 de setembro de 1987.